# Vana-Roosa
Vana-Roosa är en ort i Estland. Den ligger i Varstu kommun och landskapet Võrumaa, i den södra delen av landet, 230 km sydost om huvudstaden Tallinn. Vana-Roosa ligger 70 meter över havet och antalet invånare är 108.
Terrängen runt Vana-Roosa är huvudsakligen platt. Vana-Roosa ligger nere i en dal. Runt Vana-Roosa är det mycket glesbefolkat, med 7 invånare per kvadratkilometer. Närmaste större samhälle är Antsla, 18,8 km norr om Vana-Roosa. I omgivningarna runt Vana-Roosa växer i huvudsak blandskog.